# Geschlechterkampf. Franz von Stuck bis Frida Kahlo

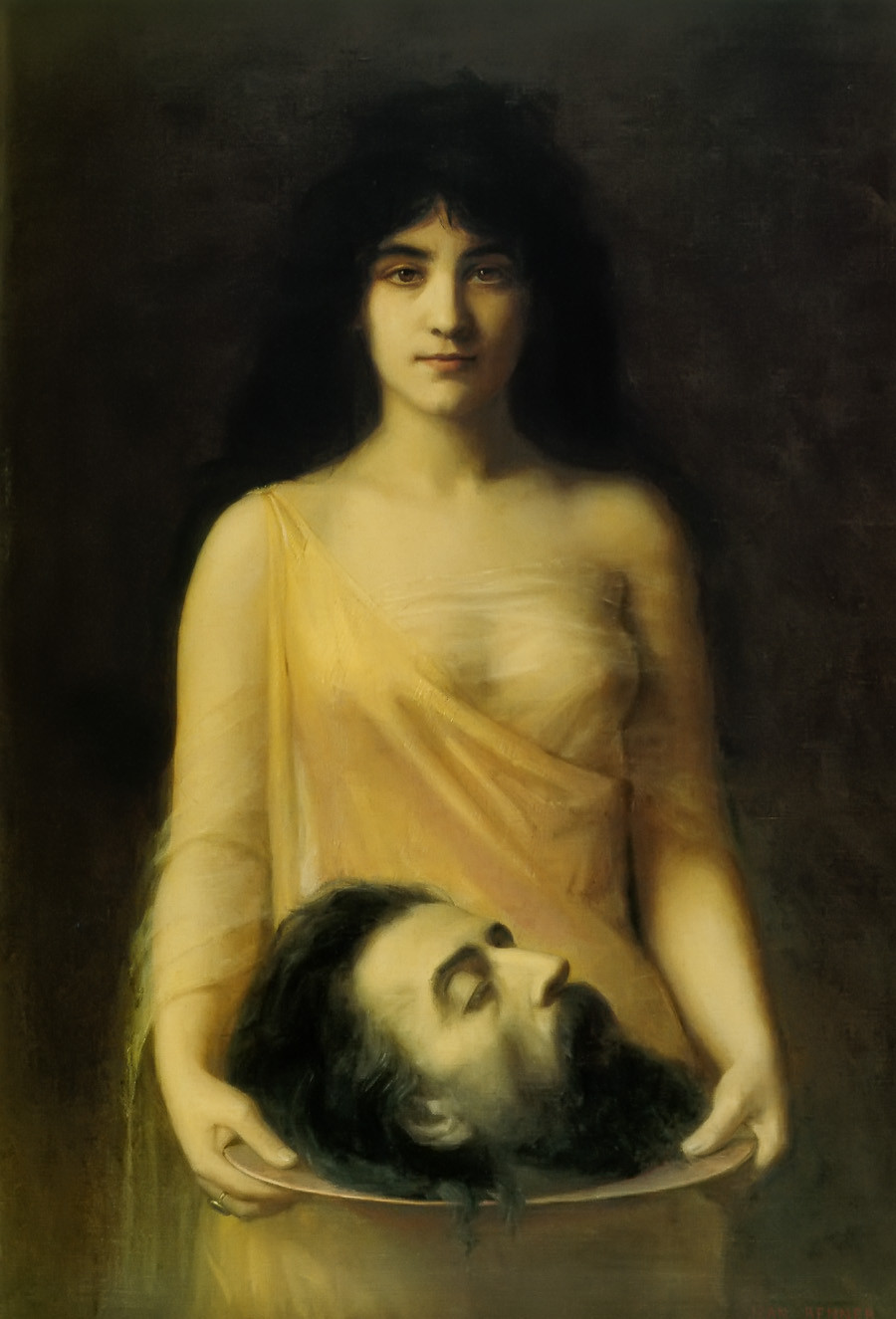
Salomé (1899) von Jean Benner, eines der beiden Logo-Gemälde der Ausstellung

Geschlechterkampf. Franz von Stuck bis Frida Kahlo ist der Titel einer Ausstellung, die vom 24. November 2016 bis 19. März 2017 im Städel-Museum in Frankfurt am Main gezeigt wurde. Die für die Ausstellung Verantwortlichen wollten untersuchen, wie sich der Wandel der Geschlechterrollen seit Beginn der ersten Frauenbewegung im 19. Jahrhundert bis Ende des Zweiten Weltkriegs in der Kunst spiegelte, und konzentrierten sich dabei auf die Kunststile Symbolismus und Surrealismus. Die Ausstellungsstücke, über 150 Gemälde, Fotografien, Skulpturen und Kinofilme, kamen vorwiegend aus dem Museumsbestand und wurden durch Leihgaben ergänzt. Kuratoren der Ausstellung waren Felicity Korn und Felix Krämer, Leiter der Abteilung Kunst der Moderne im Städel.

## Ausgestellte Werke

### Gemälde
In der Ausstellung waren berühmte Meisterwerke aus dem Museumsbestand des Städel vertreten, darunter solche von Franz von Stuck, Edvard Munch, Otto Dix, Lovis Corinth und Max Liebermann. Als Logo fanden die beiden Gemälde Salomé von Jean Benner und Sie von Gustav-Adolf Mossa Verwendung. Letzteres zeigt eine Femme fatale, die mit dem Blut ihrer männlichen Opfer auf den Schenkeln auf einem Berg ihrer Leichen thront. Der Kurator der Ausstellung, Felix Krämer, kommentierte in einem Gespräch mit Deutschlandradio Kultur die Werke: „Was wir in den Bildern sehen, ist eine Ambivalenz. Also, die Männer sind fasziniert von den Frauen. Es sind sehr viele sozusagen auch erotische Darstellungen in der Ausstellungen. Aber – zum Teil, glaube ich, eher unbewusst –, scheint da einfach tatsächlich diese Angst, diese Furcht vor der dominanten, starken und schönen Frau immer durch.“
Im 19. Jahrhundert gab es nur wenige Künstlerinnen, die das Thema Geschlechterverhältnis zum Gegenstand ihrer Kunst machten. In der Ausstellung waren daher wenige Künstlerinnen vertreten, darunter Frida Kahlo, Hannah Höch, Jeanne Mammen, Elfriede Lohse-Wächtler sowie Suzanne Valadon. Letztere hat sich selbst und ihren 20 Jahre jüngeren Liebhaber André Utter als Adam und Eva gemalt. Beide greifen gemeinsam nach der verbotenen Frucht. Meret Oppenheim ist mit Mein Kindermädchen berücksichtigt worden.

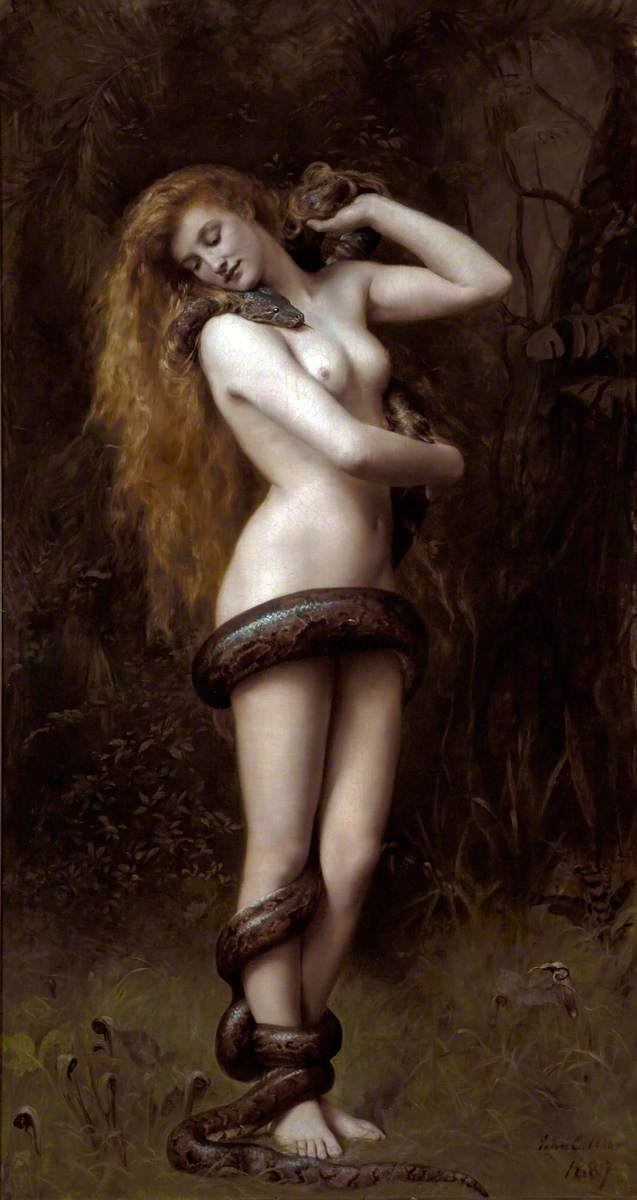
John Collier: Lilith (1852)
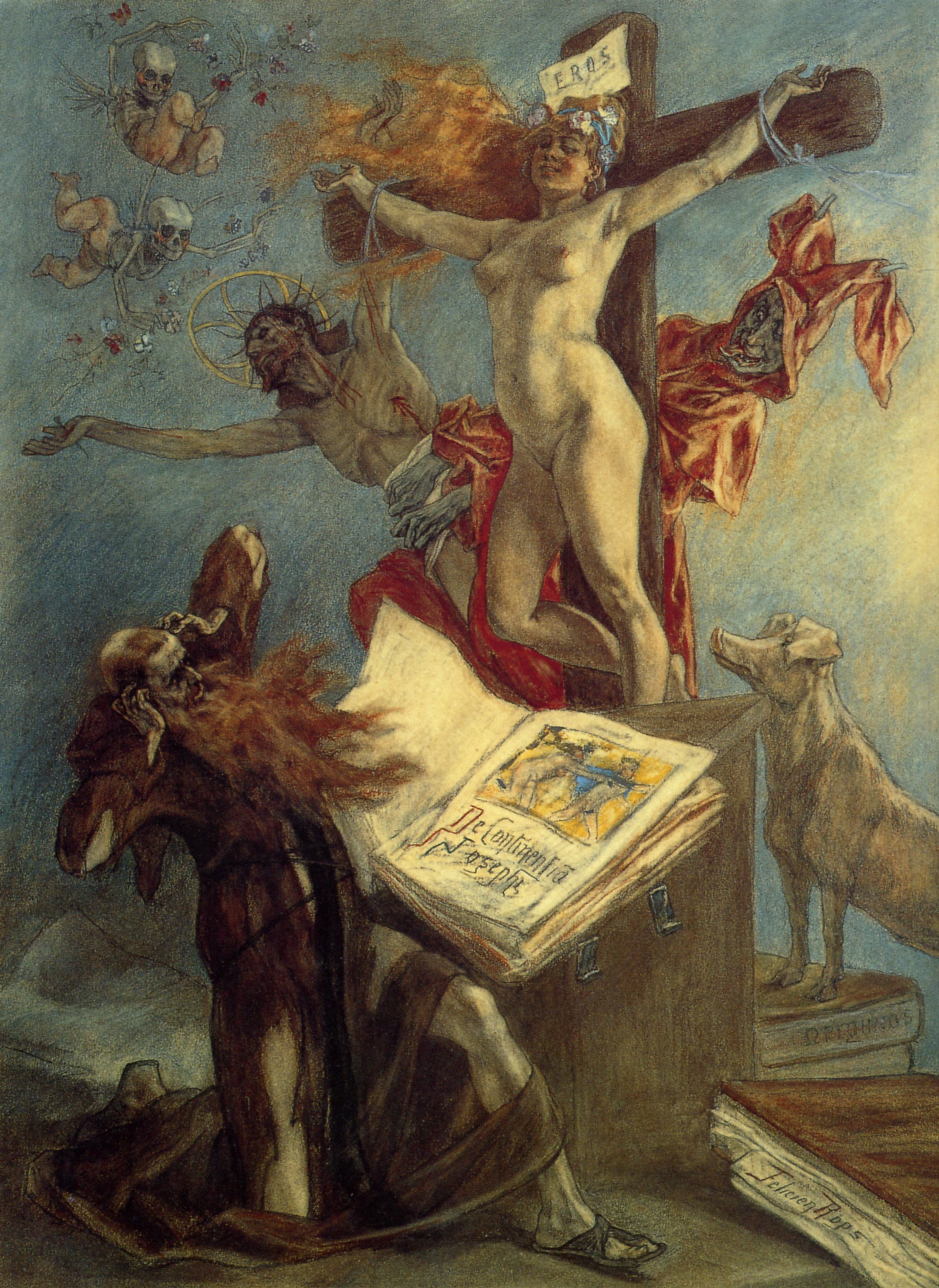
Felicien Rops: La tentation de Saint Antoine (1878)
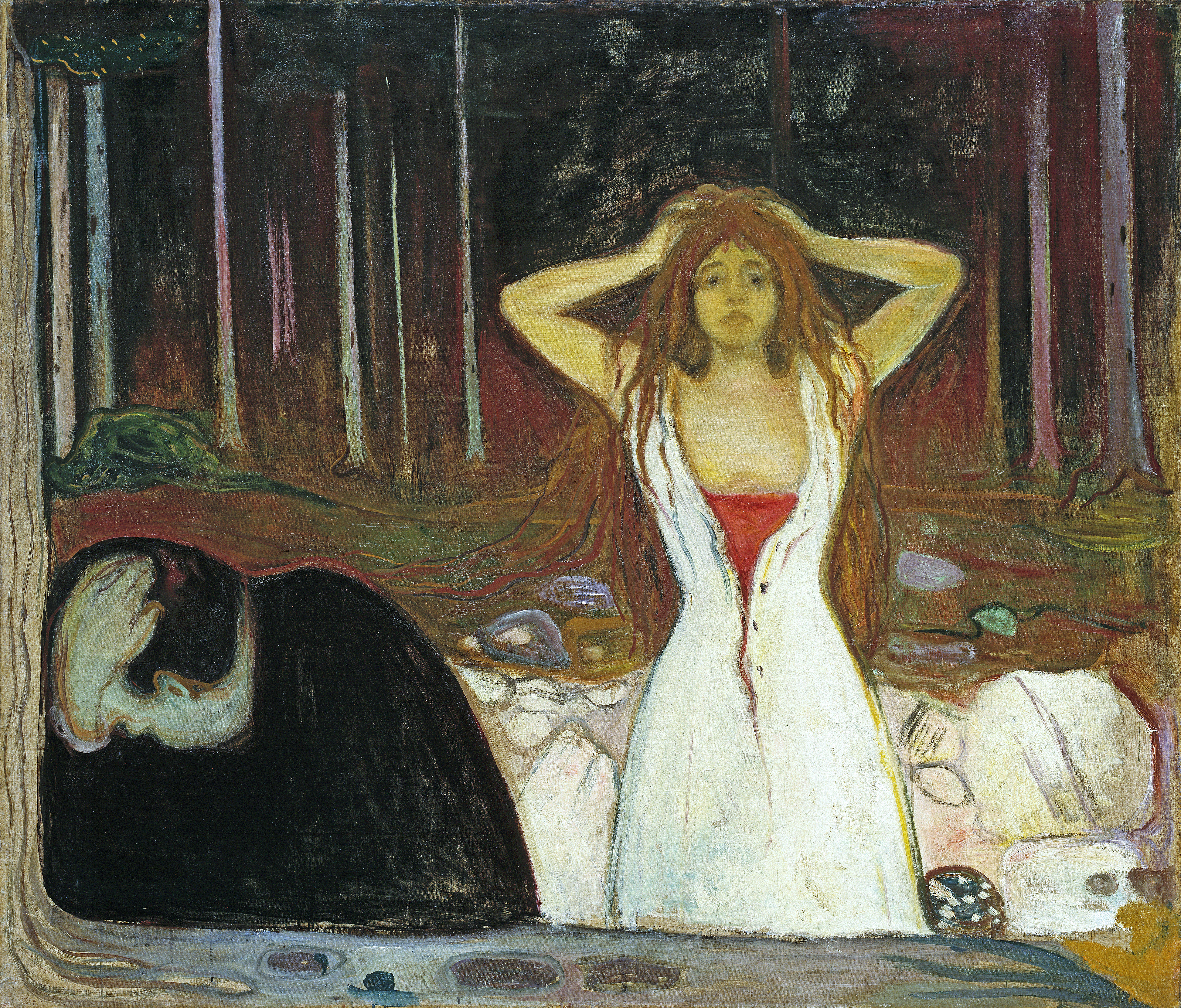
Edvard Munch: Asche (1895)
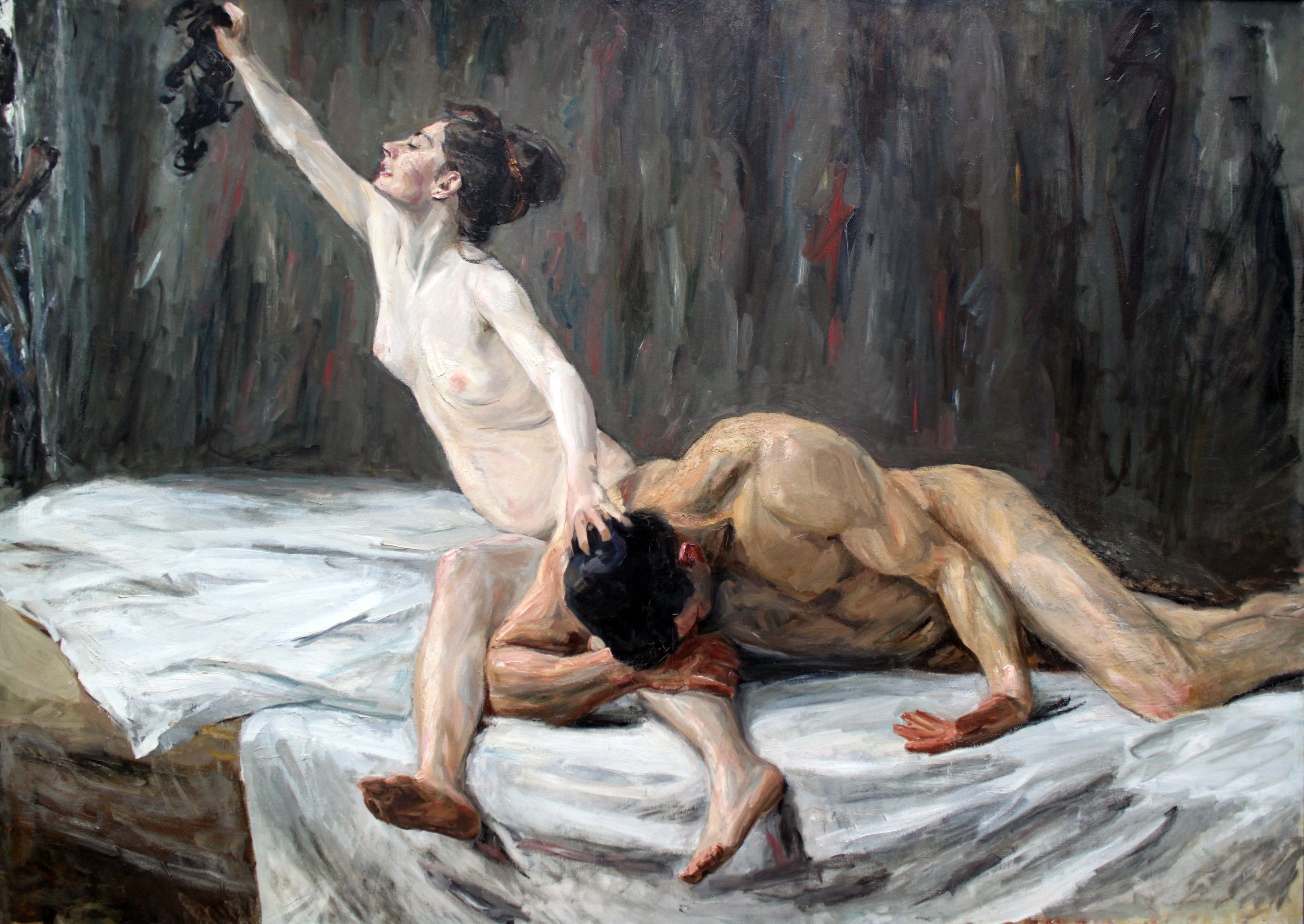
Max Liebermann: Simson und Delila (1902)
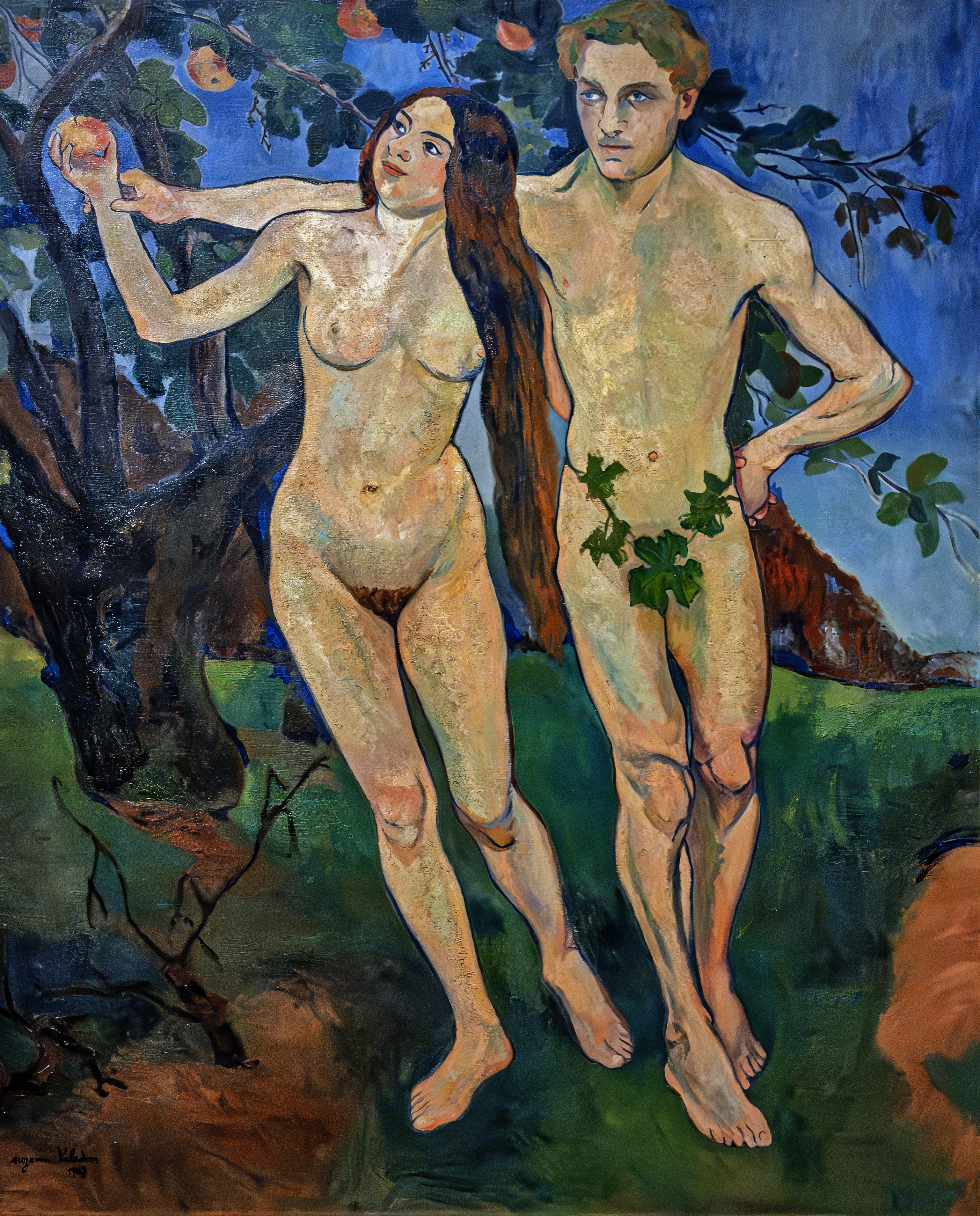
Suzanne Valadon: Adam und Eva (1909)
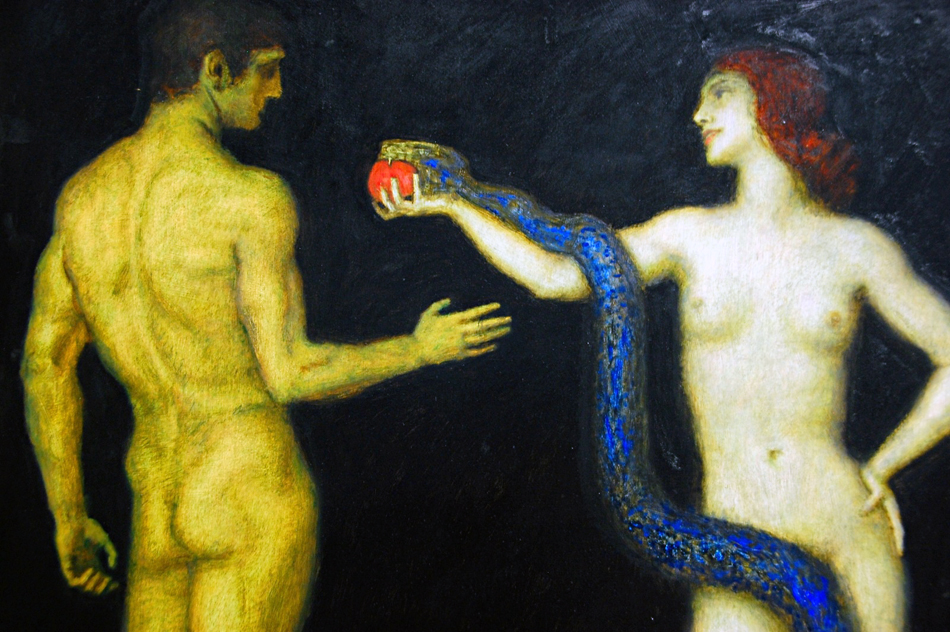
Franz von Stuck: Adam und Eva, (Ausschnitt, um 1920)

### Skulpturen
Unter den ausgestellten Skulpturen befand sich eine Darstellung der Pythia, der Priesterin des Orakels von Delphi, deren von halluzinogenen Bodenausdünstungen inspirierte Weissagungen von Priestern interpretiert wurden. Bekannt ist der Rat an den attischen Seebund, sich durch hölzerne Mauern vor den Persern zu schützen, was als Aufforderung zum Bau von Trieren verstanden wurde, mit deren Hilfe die persische Flotte ausgelöscht wurde. Die Statue ist eine von zahlreichen Kopien des Hauptwerks der Schweizer Malerin und Bildhauerin Marcello. Hinter dem Pseudonym verbirgt sich die Gräfin Adélaïde Nathalie Marie Hedwige Philippine d’Affry, die, da sie nicht über den Vorzug einer Ausbildung an der PAFA unter dem Reformansatz von Eakins verfügte, und daher keine Aktmodelle studieren konnte, Abgüsse ihres eigenen Körpers als Vorlage verwendete.
Die Tennisspielerin war zur Ausübung des Sports in der Lage, da sie nicht mehr den restriktiven Bekleidungsvorschriften der vergangenen Zeit unterlag.
In der Galerie sind andere Versionen oder Abgüsse der in der Ausstellung gezeigten Skulpturen zu sehen:

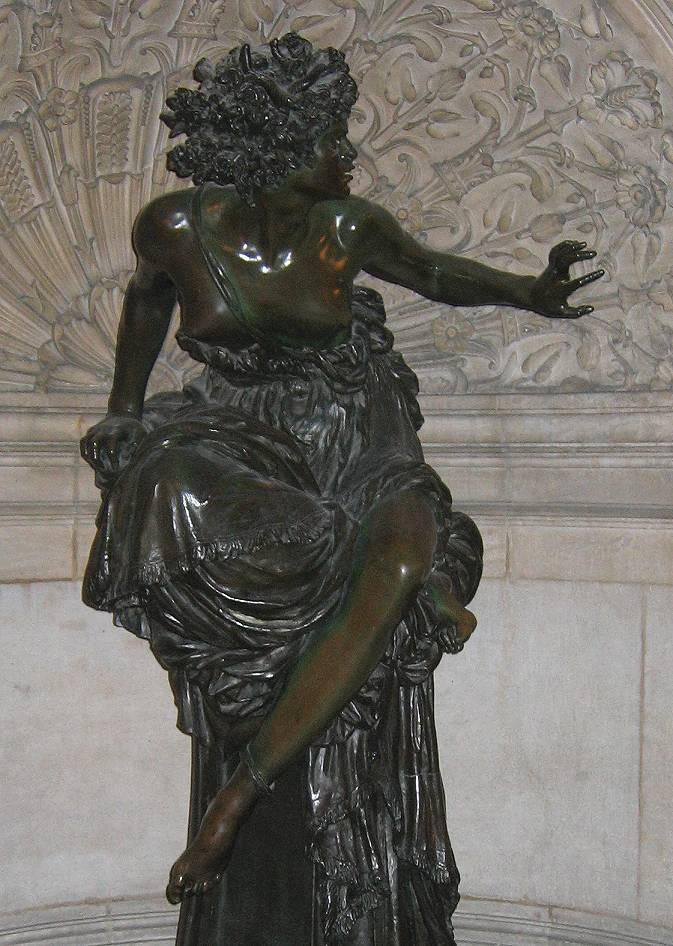
Marcello: Phytia (1870)
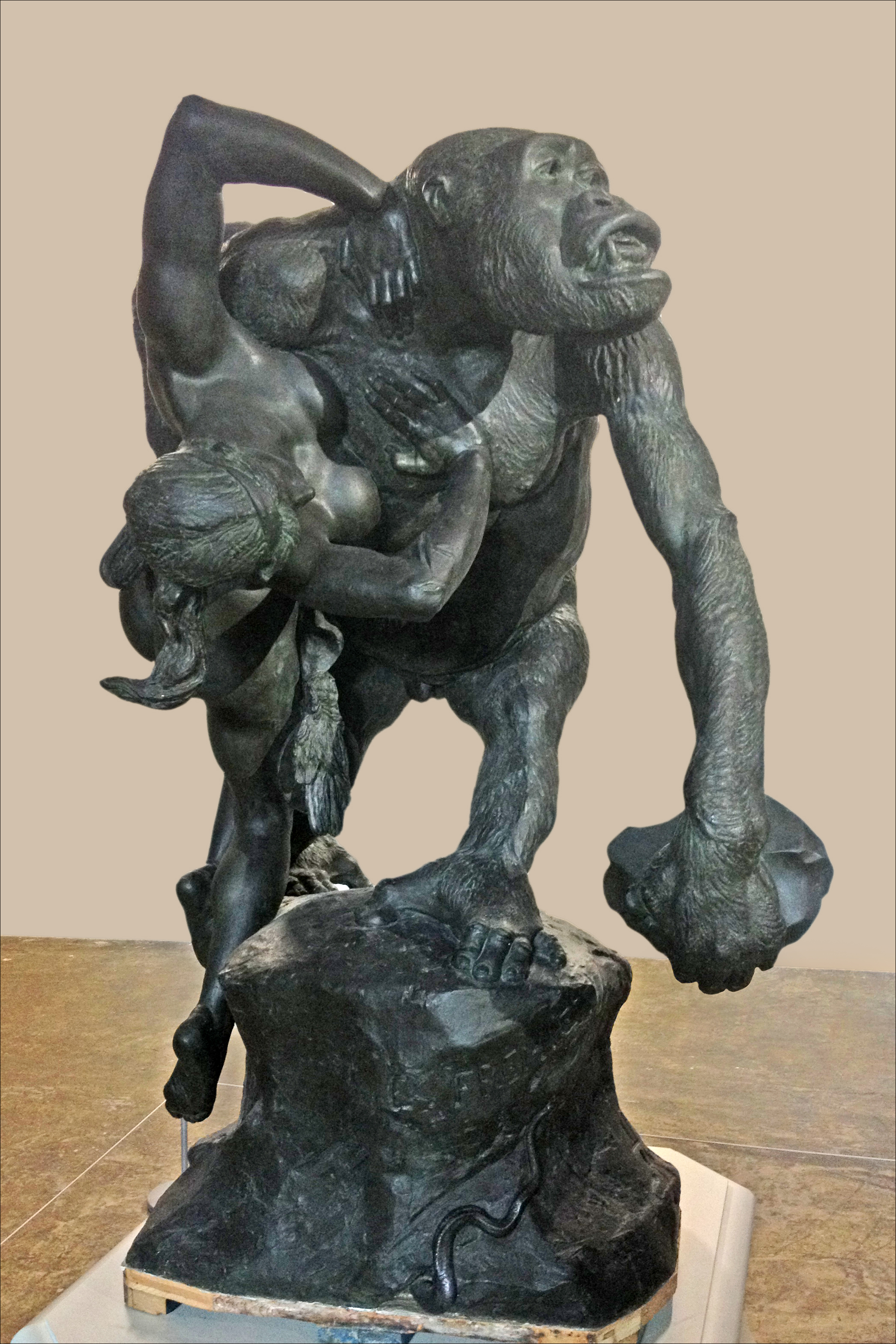
Emmanuel Frémiet: Gorille enlevant une femme (1887)
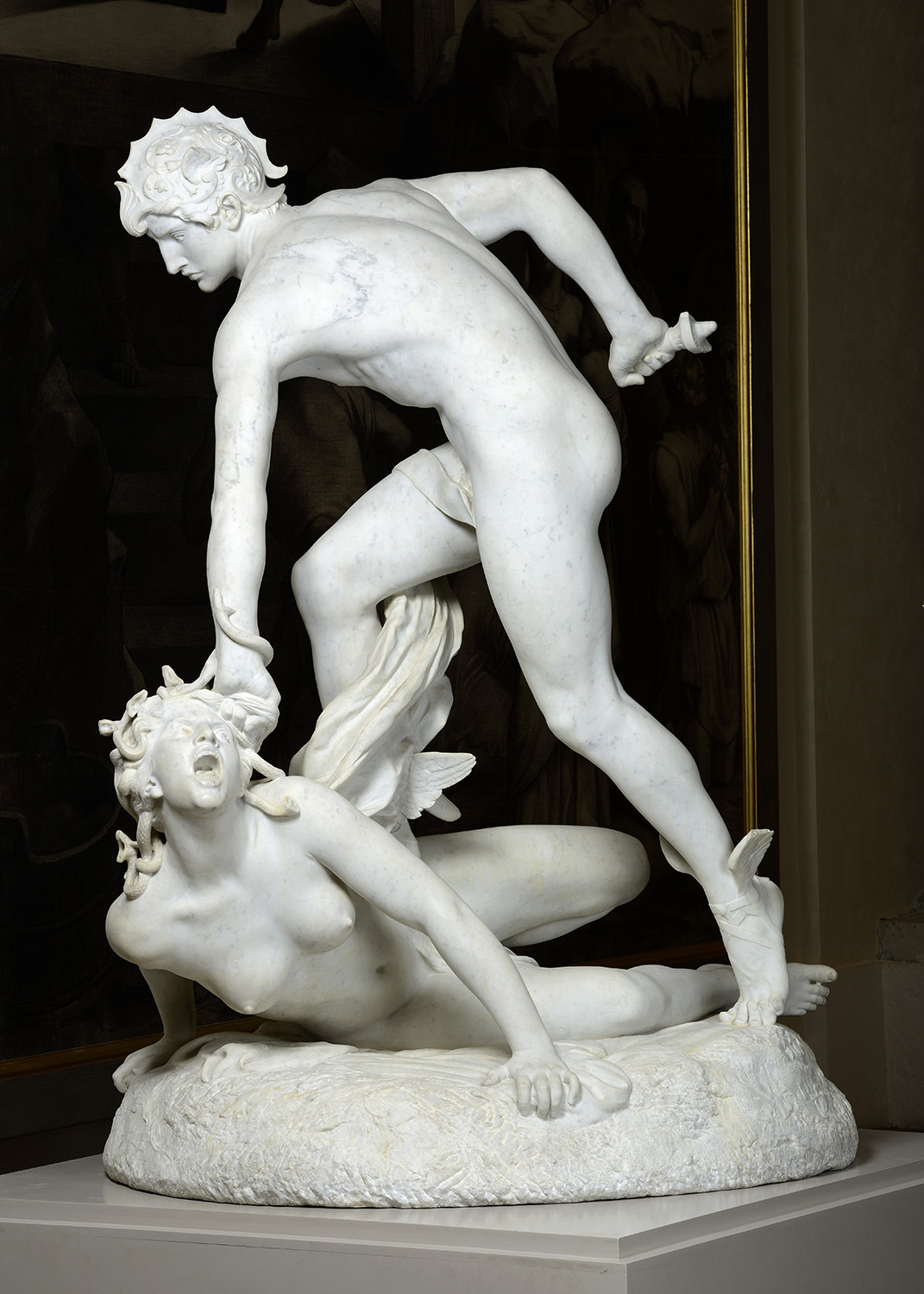
Laurent Marqueste: Persée et la gorgone (1890)
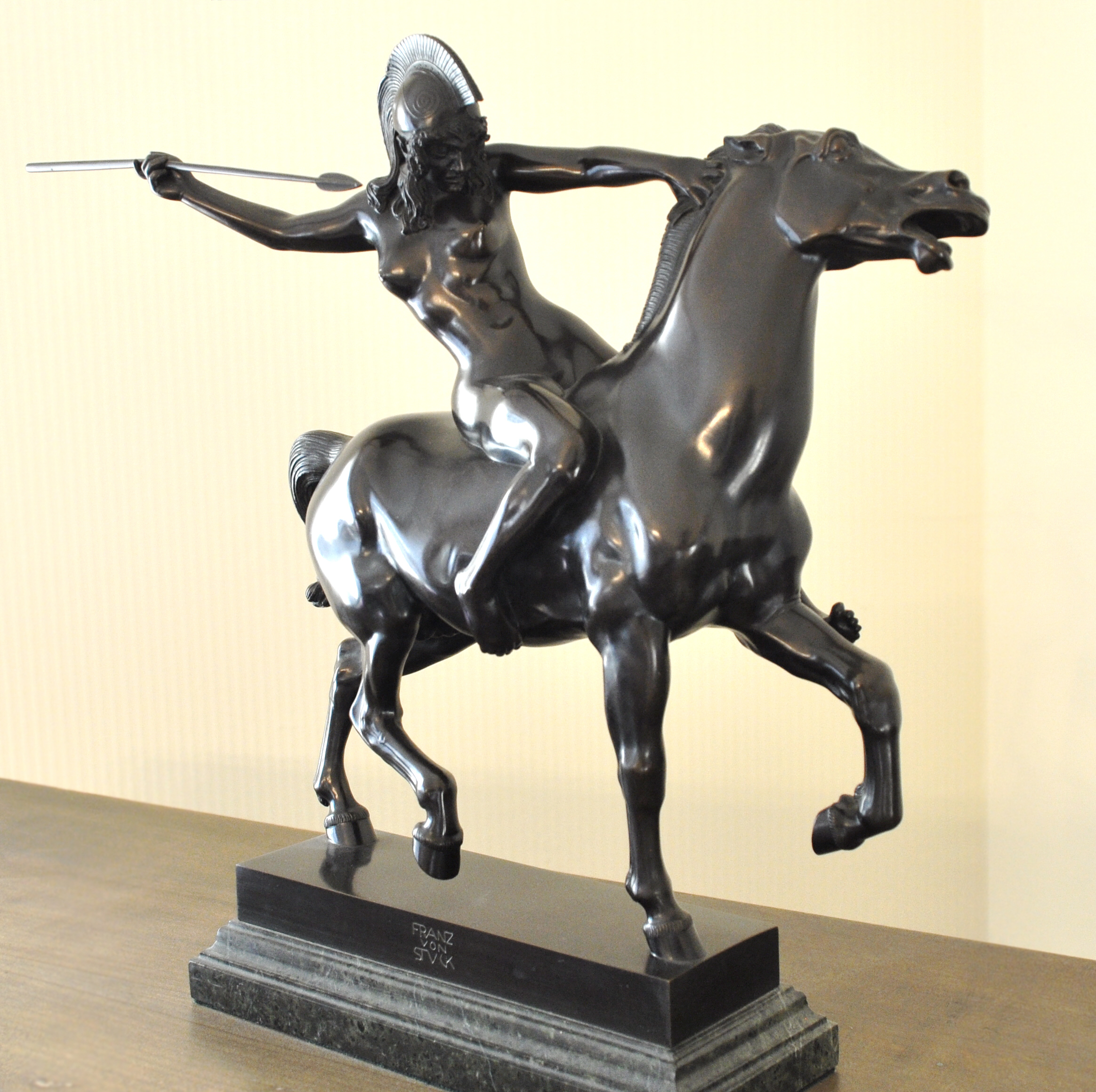
Franz von Stuck: Amazone (vor 1928)
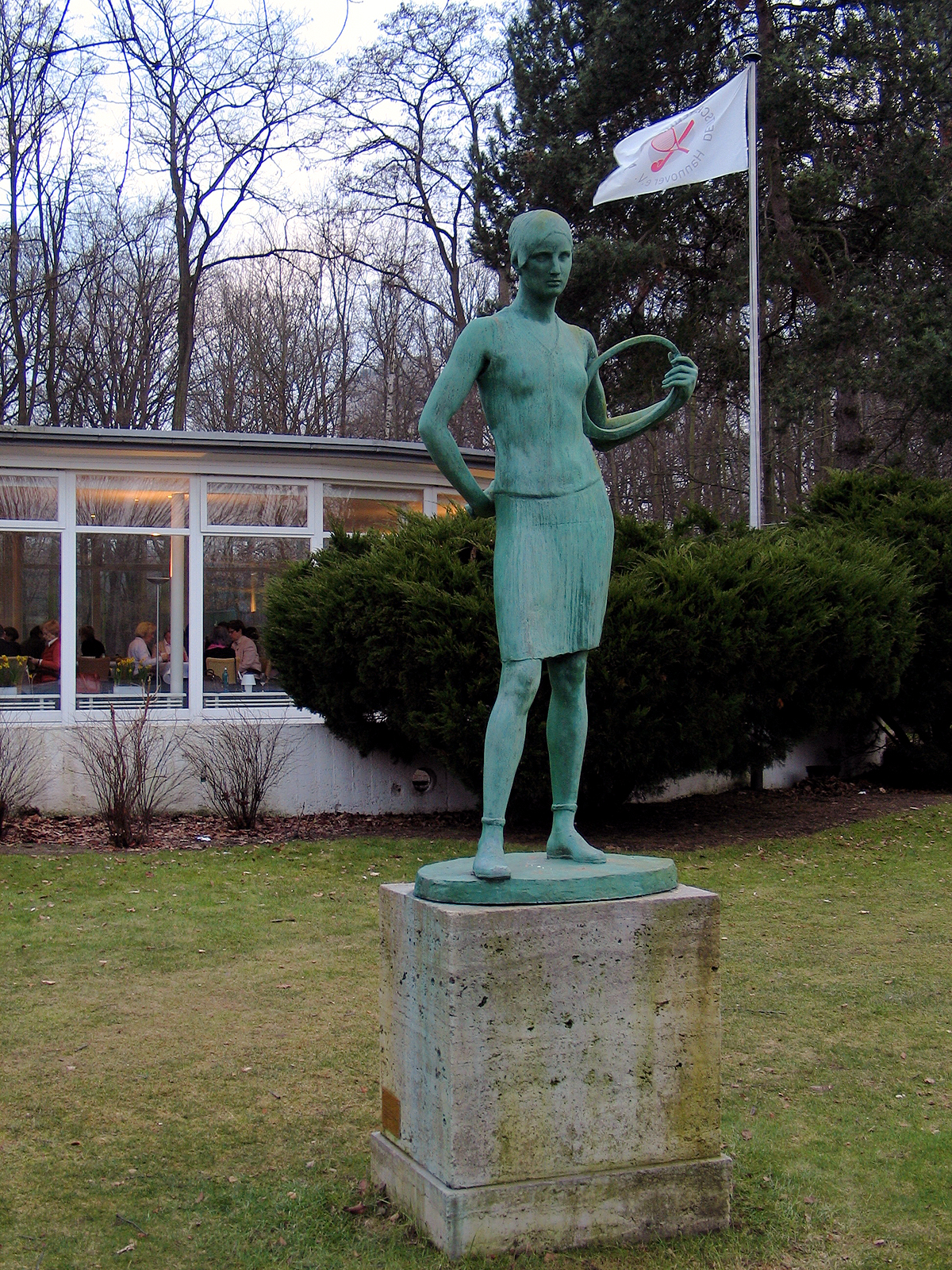
Constantin Starck: Tennisspielerin (1930)

### Filme
Teil der Ausstellung waren Aufführungen von verschiedenen Filmen, insbesondere aus der Pre-Code-Ära.
- Der Kuss (1896)

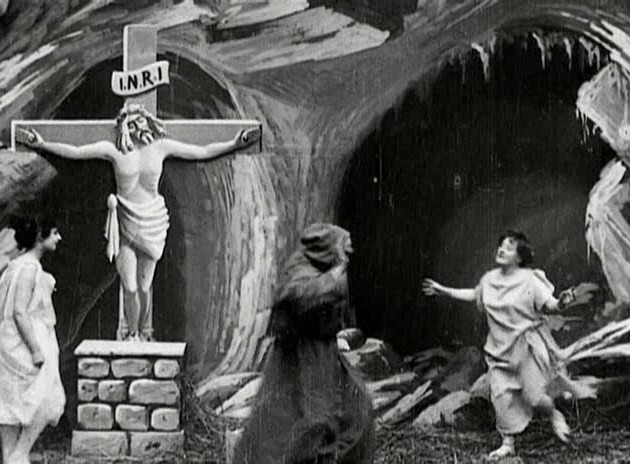
La tentation de Saint Antoine (1898)
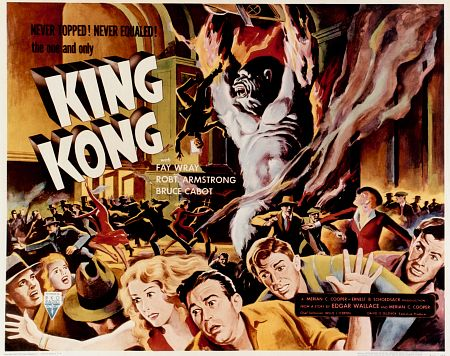
King Kong und die weiße Frau (1933)

## Rezeption
Art machte die Ausstellung zur Titelgeschichte mit den Schlagzeilen „Leider geil!“, „Lustmord-Bilder sind der Höhepunkt des Frauenhasses“ und „Der groteske US-Wahlkampf war der totale Geschlechterkampf“. Die Kunstzeitung sprach von einer facettenreichen Parade, die 100 Jahre umspannt. Das Handelsblatt hob die Gegenüberstellung von erstklassigen Werken der Kunstgeschichte mit schwül parfümierten Bildern aus der zweiten Reihe heraus. Die FAZ bemerkte das zur Inthronisierung von Donald Trump passende Timing der Ausstellung. Die Werke seien „eine chronologische Ansammlung von Stereotypen, Idealbildern und Identifikationsfiguren aus einer Zeit des großen Wandels … Die Frau im Wechsel zwischen Femme fatale, Hure und Heiliger“, resümierte Die Zeit und die Westdeutsche Zeitung kritisierte, dass „die künstlerische Reflexion männlicher Rollenbilder“, fehle, auch wenn Titel und Macher eigentlich anderes suggeriert hätten.